# 松山水库 (抚松)
松山水库暨“松江河松山引水工程”是中国吉林省抚松县南部头道松花江中游的一座大型水库，以蓄水和供水为主，即将漫江的水通过松山水库蓄水并经漫松引水隧洞引至松江河的小山水库，用以增加小山等梯级水电站的发电效益，并兼顾下游防洪任务。

## 技术概况
坝址位于抚松县东岗镇松山村以南约2.5公里。长白山脉的西北坡，流域内群山重叠，河道狭窄且多弯曲。流域内植被良好，多为原始森林和次生林，森林覆盖率约73%。坝址多年平均流量24.2m3/s，多年平均径流量7.85亿m3。控制流域面积1302km2。
工程由引水洞、大坝、岸坡式溢洪道组成。
砼面板堆石坝，最大坝高80.8米，坝长256.26米。 左岸溢洪道坝段长27.0m。设3个溢流孔，闸宽8m。设2个中墩（宽3m）和2个边墩（边墙）。
总库容1.33亿立方米。正常蓄水位711米，调节库容1.07亿立方米。设计洪水200年一遇。可能最大洪水校核，校核洪水位714.39m。
漫松引水隧道全长12.59km。城门洞断面，宽4.1m，高6.7m。66%洞段为安山岩，34%为玄武岩。采用光面爆破、喷锚支护的新奥法施工。 松山、小山两水库正常蓄水位时隧洞最大引水流量50m3/s，两水库在死水位时最小引水流量20m3/s。平均年引水流量22.73m3/s，为坝址处天然平均流量的93.9%。
坝址以下至漫江河口全长约60km，其中坝址至石头河口之间没有支流汇入，为全脱水段。石头河口以下为半脱水段。汤河以上为I类水体，汤河以下为IV类水体，因此造成汤河以下水质劣化。

## 历史
1992年7月开始施工准备，1992年12月引水洞出口开始施工。1993年11月，松江河水电梯级经国家批准正式开工。1993年11月15日，漫松引水隧道正式开始洞挖施工。
1997年7月导流隧洞施工。1998年9月15日实现大江导截流。
水电一局承担松山引水隧道进口段2092.5m。1998年正式开工。
铁道部第十三工程局二处承担3号洞主洞长3100m，支洞长320m，1996年9月6日正式进洞开工。后承担2号洞段施工。
1998年6月10日，松山引水工程大坝、溢洪道等主体工程相继开工.1998年9月15日实现了漫江导截流
历经8年建设，2001年4月19日漫松地下引水隧洞全线贯通。
2002年3月30日提前一个汛期下闸蓄水。5月13日向小山水库通水发电，使小山电站年利用小时数翻一翻。2002年末竣工。2003年12月通过竣工验收安全鉴定，2004年7月通过枢纽工程专项竣工验收。